# Tiếng Abui
Tiếng Abui là một ngôn ngữ phi Nam Đảo, bản ngữ của người Abui. Nó được nói ở trung phần đảo Alor thuộc quần đảo Alor, tỉnh Đông Nusa Tenggara (NTT), Indonesia. Tên của ngôn ngữ này trong phương ngữ Takalelang là Abui tanga, nghĩa đen là 'tiếng núi'.

## Phân loại
Tiếng Abui là thành viên của nhánh Alor–Pantar trong nhóm ngôn ngữ Timor–Alor–Pantar. Dựa trên sự phát triển âm vị của hệ thống phụ âm, tiếng Abui được đặt trong phân nhóm Alor cùng với tiếng Blagar, Adang, Klon, Kui, Kamang, Sawila, Wersing.

## Lịch sử
Nhóm ngôn ngữ Alor-Pantar có nhiều sâu lịch sử không hơn ~3.000 năm.
Có vẻ người nói ngôn ngữ Alor–Pantar nguyên thủy đã vay mượn một số từ vựng gốc Nam Đảo trước khi chia tách; những từ mượn này cho thấy sự đối ứng âm vị và có thể được truy ngược về tiếng Alor–Pantar nguyên thủy.

## Phân bố địa lý
Tiếng Abui là ngôn ngữ của khoảng 16.000 người sống tại trung phần của đảo Abui, tỉnh Đông Nusa Tenggara (NTT) tại miền Đông Indonesia.

### Sự đa dạng nội tại
Tiếng Abui có thể được chia ra một số phương ngữ: Bắc, Nam, Trung. Tới nay, phương ngữ Bắc nói ở làng Mainang, Masape, Takalelang, Atimelang là đối tượng nghiên cứu nghiên cứu.
Phương ngữ Nam nói ở Kelaisi và Apui còn phương ngữ Tây nói ở Mataru, Fanating, Moru. Hai phương ngữ này vẫn chưa được nghiên cứu.

## Âm vị
Tiếng Abui có hệ thống phụ âm tương đối đơn giản với 16 phụ âm nguyên hữu và 3 phụ âm mượn. Nó có hệ thống 5 nguyên âm với sự phân biệt độ dài. Có thể xác định được thanh điệu từ định. Thông tin trong mục này lấy từ Kratochvíl 2007.

### Phụ âm
|          |           | Đôi môi | Môi-răng | Chân răng | Vòm  | Ngạc mềm | Thanh hầu |
| -------- | --------- | ------- | -------- | --------- | ---- | -------- | --------- |
| Tắc      | vô thanh  | p       |          | t         |      | k        | ʔ         |
| Tắc      | hữu thanh | b       |          | d         |      | (g)      |           |
| Tắc xát  | vô thanh  |         |          |           | (cç) |          |           |
| Tắc xát  | hữu thanh |         |          |           | (ɟʝ) |          |           |
| Xát      | Xát       |         | f        | s         |      |          | h         |
| Mũi      | Mũi       | m       |          | n         |      | ŋ        |           |
| Tiếp cận | Tiếp cận  |         |          | l         | j    | w        |           |
| Rung     | Rung      |         |          | r         |      |          |           |

Ba phụ âm /cç/, /ɟʝ/, /g/ có nguồn gốc ngoại lại, vay mượn từ tiếng Mã Lai trong vài thập niên gần đây. Như bản trên cho thấy, tiếng Abui có sự phân biệt âm vị /r/ và /l.

### Nguyên âm

#### Nguyên âm đơn
|       | Ngắn | Ngắn  | Dài | Dài |
| Trước | Sau  | Trước | Sau |     |
| ----- | ---- | ----- | --- | --- |
| Đóng  | ɪ    | u     | iː  | uː  |
| Vừa   | ɛ    | ɔ     | eː  | oː  |
| Mở    | ɑ    | ɑ     | aː  | aː  |

#### Nguyên âm đôi
|          | Kết /ɪ/ | Kết /ɑ/ | Kết /ɛ/ | Kết /ɔ/ |
| -------- | ------- | ------- | ------- | ------- |
| Khởi /u/ | uɪ      | uɑ      |         | uɔ      |
| Khởi /ɪ/ |         | ɪɑ      | ɪɛ      | ɪɔ      |
| Khởi /ɑ/ | ɑɪ      |         |         |         |
| Khởi /ɛ/ | ɛɪ      | ɛɑ      |         |         |
| Khởi /ɔ/ | ɔɪ      |         |         |         |